# Левково (Сокольский район)
Левково — деревня в Сокольском районе Вологодской области.
Входит в состав Нестеровского сельского поселения, с точки зрения административно-территориального деления — в Нестеровский сельсовет.
Расстояние по автодороге до районного центра Сокола — 32 км, до центра муниципального образования Нестерова — 1,5 км. Ближайшие населённые пункты — Конаниха, Нестерово, Чепурово.
По переписи 2002 года население — 1 человек.